# Alma del Banco
Pour les articles homonymes, voir Banco.
Alma del Banco (née le 24 décembre 1863 et morte le 8 mars 1943) est une peintre moderniste allemande.

## Biographie

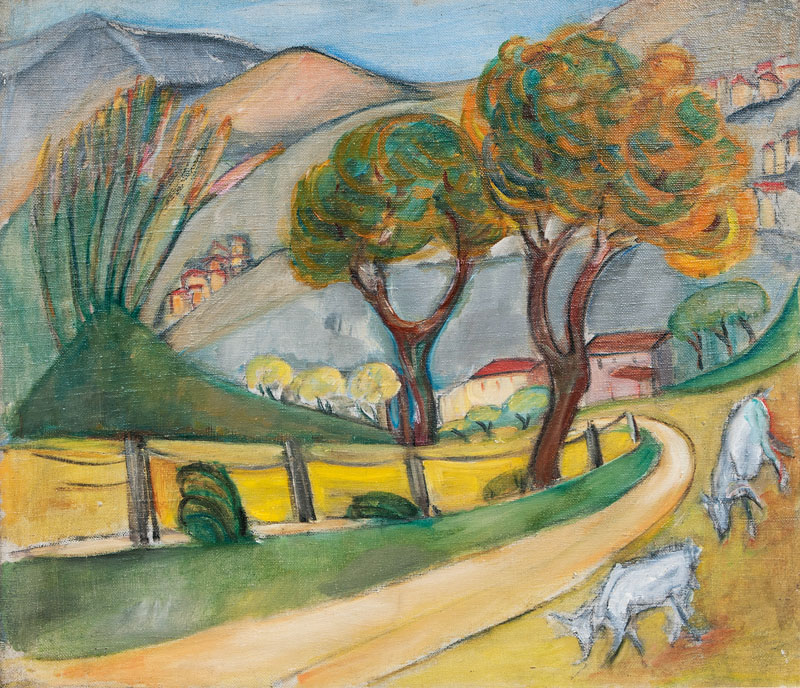
Scène montagneuse avec des chèvres par del Banco (1932).

Banco naît à Hambourg en 1862 dans une famille juive. Elle travaille comme artisan avant de se lancer dans la peinture à l'âge de 30 ans. Elle se forme à l'école de Hambourg dirigée par Valeska Röver (en), Ernst Eitner et Arthur Illies. Elle voyage avec Eitner et, avant la Première Guerre mondiale, étudie à Paris avec André Lhote et Fernand Léger.
Elle est une figure influente à Hambourg et co-fonde le groupe artistique Hamburgische Sezession en 1919. Au cours des années 1920, elle développe son style cubiste tout en voyageant avec une autre artiste juive allemande, Gretchen Wohlwill (de).
En 1937, treize de ses tableaux sont jugés « dégénérés » par le régime nazi et sont confisqués.
Menacée d'être déportée par les Nazis, Banco se suicide à Hambourg le 8 mars 1943 par morphine.

## Quelques tableaux

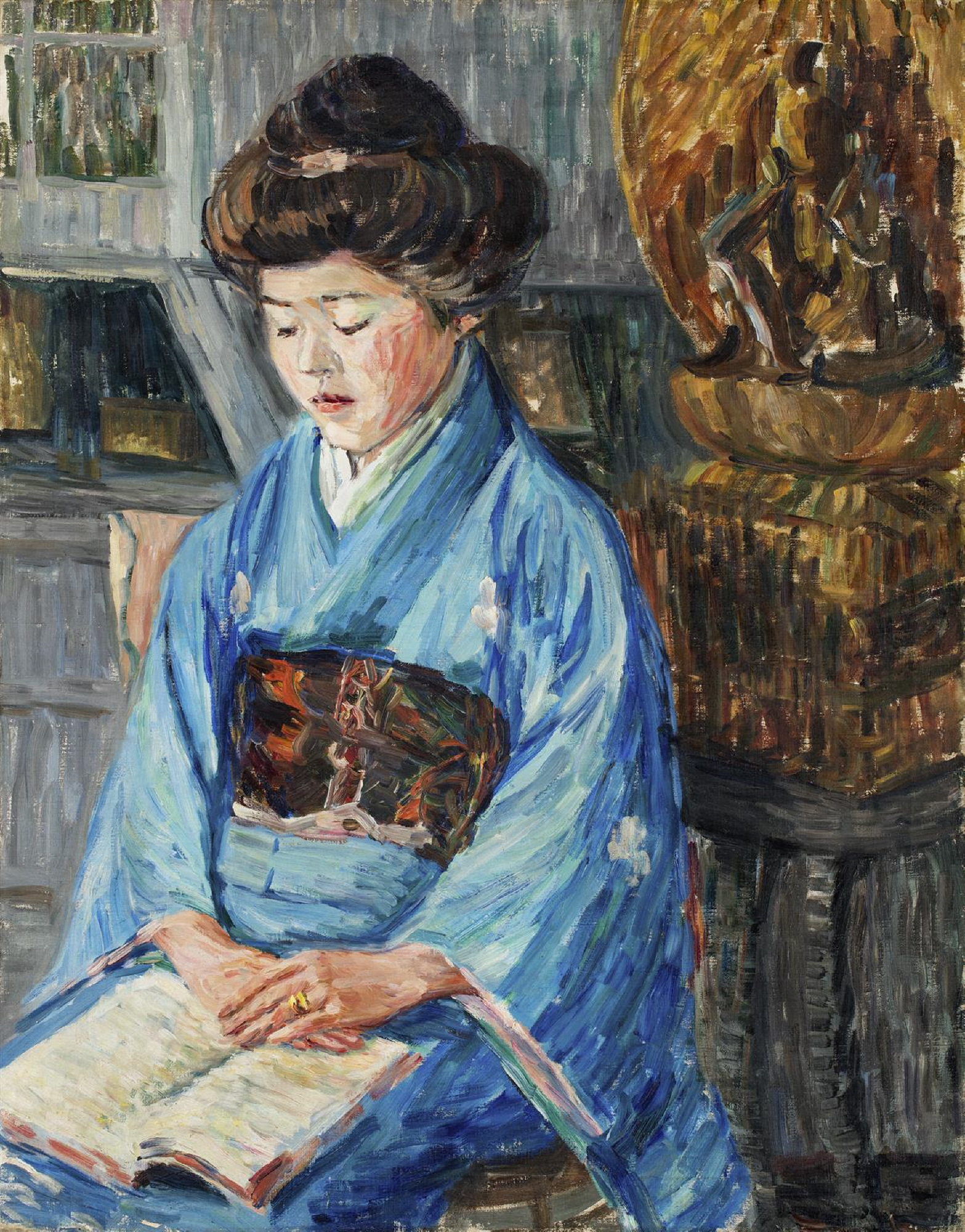
femme japonaise (1910)
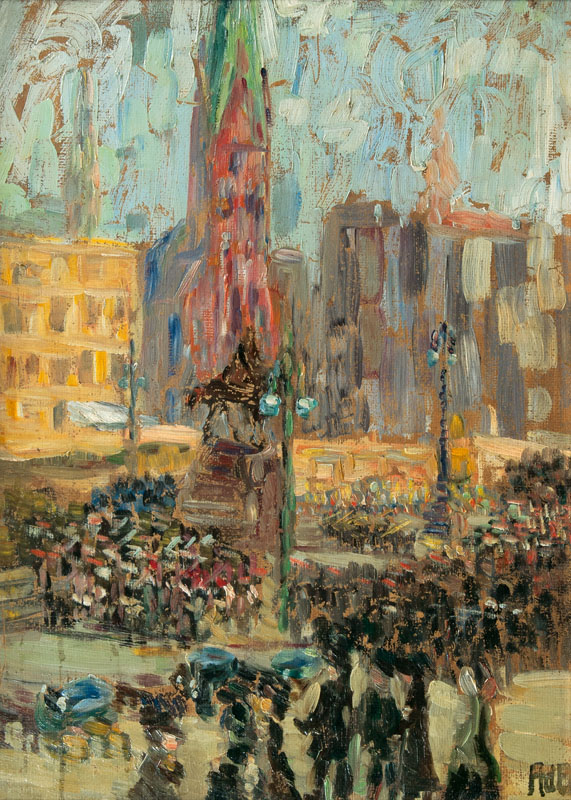
Hambourg (c.1912)
Vue de l'Elbe de la terrace Süllberg à Blankenese (1918)
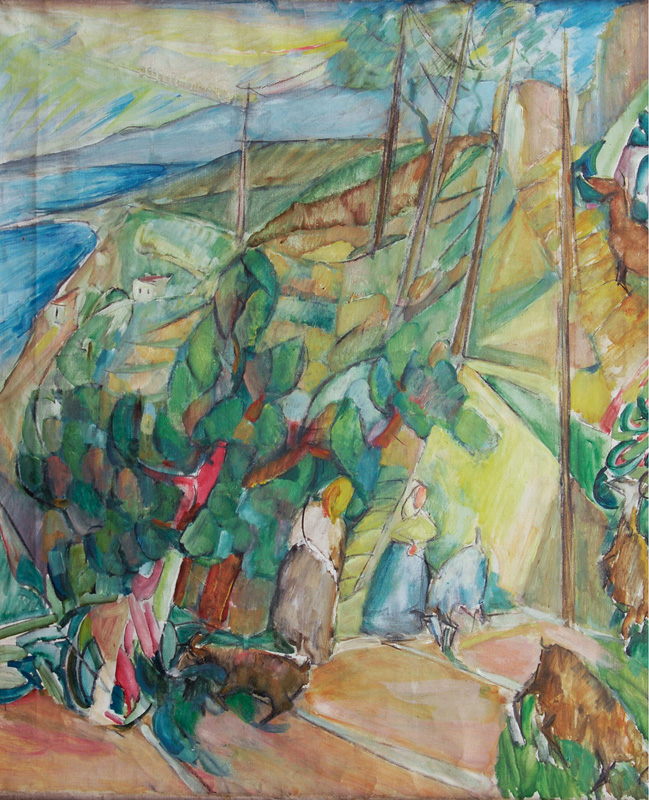
Taormine (1918–1922)
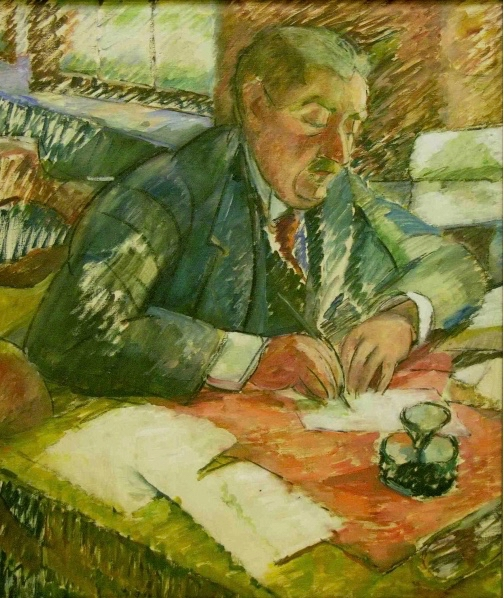
August Wilhelm Hunzinger (1920)
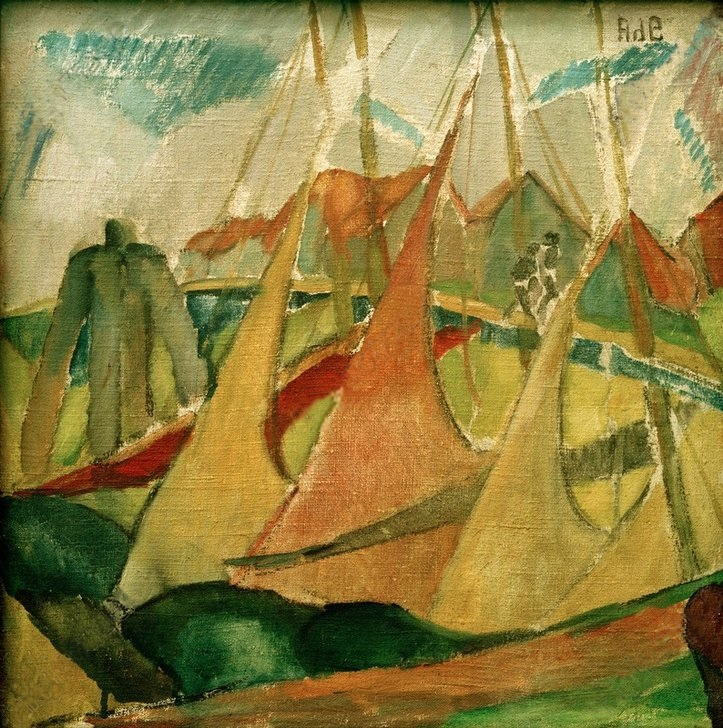
Voiles rouges et jaunes (c.1922)
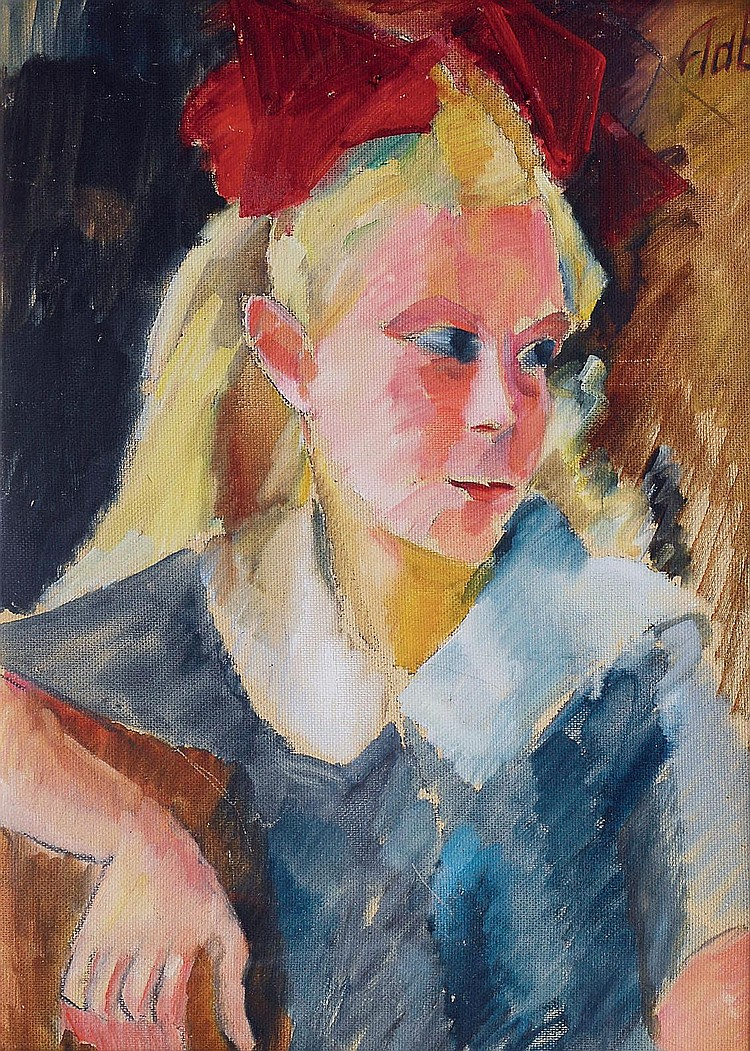
Fille avec un ruban rouge (1925)
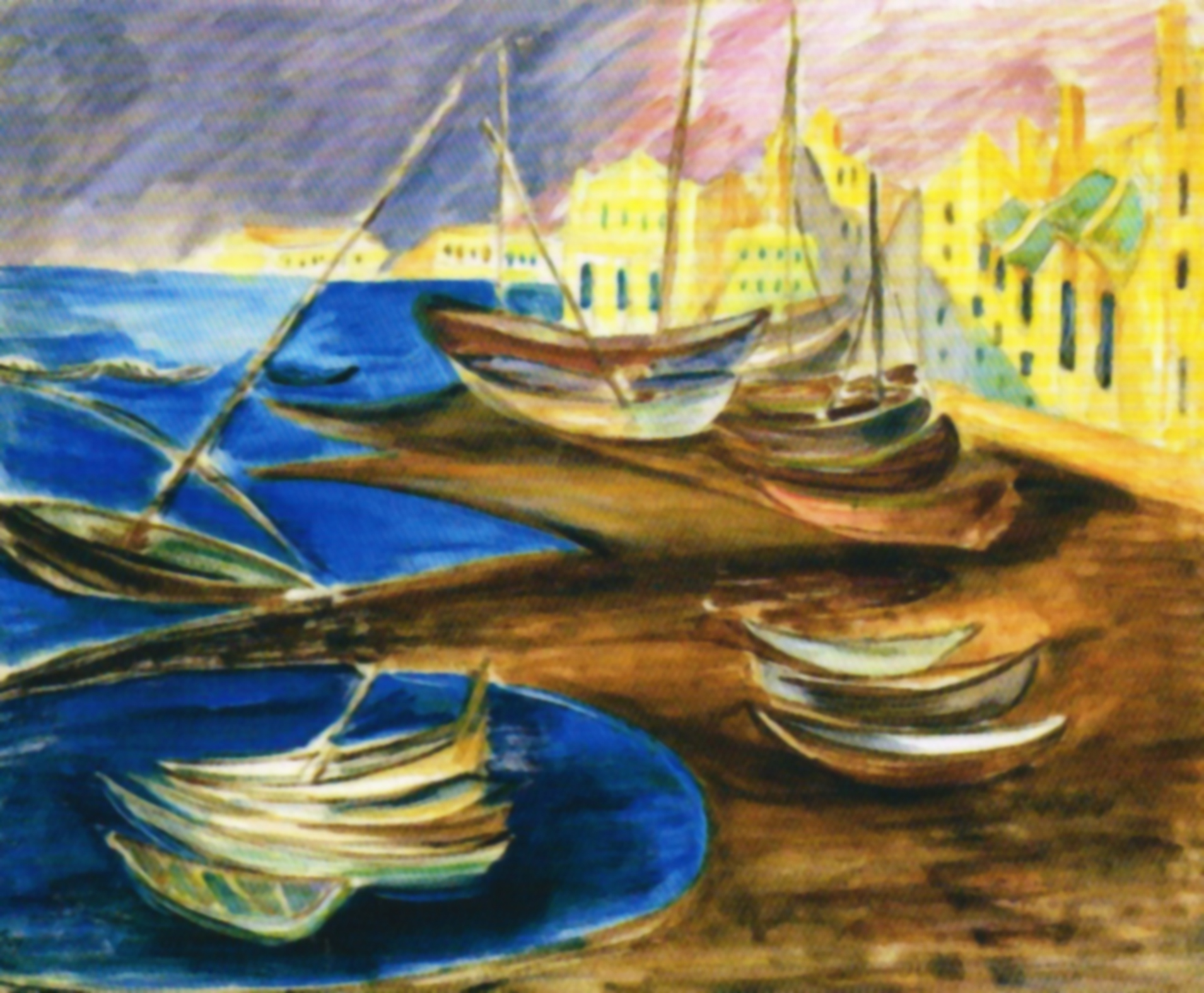
Bateaux de pêche dans le port (c.1925)